# 陈钟颀
陈钟颀（1933年—2014年），男，江苏吴江人，中国工程热物理专家，曾任西安交通大学工程热物理研究所所长、教授、博士生导师，中国制冷学会理事。